# Михаил Пандурски
Михаил Пандурски е български режисьор.

## Биография
Роден е на 29 юли 1955 година в град София. Между 1979 и 1984 година започва да учи режисура в НАТФИЗ Кръстьо Сарафов. През 1989 година се мести да живее в Щугарт, Германия.

## Награди
- Специалната награда на журито на фестивала „Златната роза“ във Варна.

## Филмография
Като режисьор
- Инкогнита (2012)
- Голгота (1993)
- Единственият свидетел (1990)

Като сценарист
- Голгота (1993)